# Red (Taylor's Version)
Red (Taylor's Version) drugi je ponovno snimljeni album američke kantautorice Taylor Swift, koji je izašao 12. studenog 2021. godine, preko Republic Recordsa. Riječ je o ponovnom snimanju Swiftinog četvrtog studijskog albuma Red (2012.), a slijedi njezin prvi ponovno snimljeni album, Fearless (Taylor's Version), koji je objavljen u travnju 2021. Ponovno snimanje Swiftina je protumjera protiv promijenjenih vlasništvo majstora nad njezinih prvih šest studijskih albuma. 
Album se sastoji od 30 pjesama, a obuhvaća ponovno snimljene verzije 20 pjesama iz deluxe izdanja Red i Swiftinog dobrotvornog singla "Ronan" (2012.)  
Swift i Christopher Rowe producirali su većinu albuma, a za ostatak su zaduženi Aaron Dessner, Jack Antonoff, Paul Mirkovich, Espionage, Tim Blacksmith, Danny D i Elvira Anderfjärd. Izvorni suradnici Shellback, Dan Wilson, Jeff Bhasker, Jacknife Lee i Butch Walker također su se vratili kako bi producirali ponovno snimljene pjesme na kojima su radili 2012. Pjevači Phoebe Bridgers i Chris Stapleton dali su gostujuće vokale na albumu uz originalne pjesme iz Gary Lightbody iz Snow Patrole i Ed Sheeran.  

## Pozadina
Četvrti studijski album Taylor Swift, Red, objavljen je 22. listopada 2012. u izdanju Big Machine Recordsa. Ovim albumom Swift se širi izvan svojih korijena u country glazbu i istražuje mainstream pop, uključujući i razne druge žanrove. Napor je naišao na općenito pozitivne kritike i široko rasprostranjeni komercijalni uspjeh. Prikupila je Swiftinu prvu pjesmu broj jedan na američkom Billboard Hot Hot 100, vodećem singlu albuma "We Are Never Ever Getting Back Together" i drugim uspješnim singlovima u razdoblju 2012-2013, poput "I Knew You Were Trouble" i "22". Tijekom Red ere, album je skupljao kritičke pohvale za pokazivanje Swiftine umjetnosti i svestranosti. Postao je jedan od najcjenjenijih albuma desetljeća 2010. godine, pojavljujući se na mnogim popisima najbolje glazbe s kraja desetljeća. Rolling Stone ga je proglasio jednim od 500 najvećih albuma svih vremena. Od lipnja 2021., 'Red je preselio 7,5 milijuna jedinica ekvivalentnih albumu u SAD.
Šest studijskih albuma Swift je izdala s Big Machineom. Krajem 2018. istekao je ugovor o snimanju s izdavačkom kućom. Stoga je potpisala novi ugovor s Republic Recordsom, odjelom Universal Music Group, koji joj je osigurao pravo da posjeduje prava na nove glazbe koju će izdati. Master (pravo) je prva snimka audio djela, s kojeg se kopije kopiraju za potrošnju i distribuciju masama; vlasnik mastera, dakle, posjeduje sve formate albuma, poput digitalnih verzija za preuzimanje ili na streaming platformama, ili fizičkih verzija dostupnih na CD-ima i vinilnim LP-ima. Godine 2019. američki poduzetnik Scooter Braun i njegova tvrtka Ithaca Holdings stekli su Big Machine. Kao dio akvizicije, vlasništvo nad majstorima nad prvih šest studijskih albuma Swifta, uključujući Red, prešlo je na Brauna. U kolovozu 2019. Swift je osudila Braunovu kupnju izdavačke kuće i najavila je da će ponovno snimiti svojih prvih šest studijskih albuma kako bi ih sama posjedovala. U studenom 2020. Braun je majstore prodao Shamrock Holdingsu, američkoj tvrtki s privatnim vlasništvom u vlasništvu Disneyja, pod uvjetima da Braun i Ithaca Holdings i dalje financijski profitiraju od albuma. Swift je počela snimati albume u studenom 2020.
Fearless (Taylor's Version), prvi od njezinih šest ponovno snimljenih albuma, objavljen je 9. travnja 2021. Postigao je kritični i komercijalni uspjeh, i dosegao prvo mjesto na ljestvici Billboard 200 kao prvi ponovno snimljeni album u povijesti na vrh ljestvice. 18. lipnja 2021. Swift je najavila da će Red (Taylor's version), ponovno snimljeno izdanje albuma Red, izaći 19. studenoga 2021. Sadržavat će svih 30 pjesama koje su trebale biti na albumu ali su zbog potencijalnog predugog trajanja albuma izbačene iz finalne verzije. Uz najavu, dostupne su i predbilježbe za album.

## Glazba i tekstovi
Red (Taylor's Version) je opisan kao pop album vođen organskim instrumentima uz elektronske elemente, koji sadrži country, synth pop i arena rock pjesme. Sve pjesme s albuma, isključujući pjesme "From the Vault", glazbeno su identične njihovim izvornim snimkama iz 2012, osim "Girl at Home", koja sada ima elektropop i synth-pop produkciju.

### Pjesme "From the Vault"
Pjesme 22–30 označene su kao pjesme "From the Vault", novododane pjesme za ponovno snimanje Red-a. "Better Man (Taylor's Version)" je country balada postavljena na bendžo. U njemu se vidi Swiftin detaljni opis njezine bol nakon prekida. "Babe (Taylor's Version)" je pjesma s kliznom gitarom, tipkama i udaraljkama. Njezini tekstovi opisuju pogrešne korake u vezi koja se raspada. "Message in a Bottle" je dinamična, plesna i elektropop pjesma. "Nothing New" je lo-fi duet s Phoebe Bridgers, s tekstovima koji se bave nesigurnošću oko starenja, starenjem i "nepravednim društvenim očekivanjima od mladih žena". "I Bet You Think About Me" je country pop pjesma s pozadinskim vokalom Chrisa Stapletona i istaknutom harmonikom.
"Forever Winter" je pop pjesma koja se otvara s energičnim puhačem. Swiftin vokal u pjesmi karakteriziraju "nijansirani, široki", brzi, zadihani noti slogova, postavljeni na rogove, flaute i gitare. Lirički, "Forever Winter" je usmjerena na osobu koju Swift ne može razumjeti i pokušava razumjeti. "Run" je akustični duet s Edom Sheeranom sklon indie folkloru. Vodi ju vrtoglava gitara i orkestralne skladbe, a tekstovi se sastoje od romantičnih gesta. "The Very First Night" je brza dance-pop pjesma vođena elektroničkim programiranjem i bendžom u kojoj Swift želi da se vrati u prošlost kako bi trenutak bio savršen. "All Too Well (10 Minute Version)" je spora balada koju pokreće udaranje, uporna bas gitara i produženi downtempo outro. Tekstovi pjesme imaju više feministički prijedlog u usporedbi s izrezanom verzijom, i uključuje popularni citat Williama Shakespearea "sve je dobro što dobro završi". Ovo je originalno napisana verzija pjesme koja je zbog dužine pjesme skraćena te se nalazi na original Red albumu iz 2012. pod nazivom "All Too Well".

## Promocija i objavljivanje
18. lipnja 2021. Swift je otkrila da će Red (Taylor's Version), ponovno snimljeno izdanje Red-a, biti objavljeno 19. studenog 2021. Album bi trebao sadržavati svih 30 pjesama koje su trebale biti u verziji za 2012. godinu. Također je zadirkivala vrlo traženu, originalnu 10-minutnu verziju omiljene pjesme "All Too Well" kao dio popisa pjesama, koja je bila "vjerojatno 20-minutna pjesma" prema Američka tekstopisca Liz Rose, koja je bila suautorica nekih pjesama na prva dva Swiftova studijska albuma, Taylor Swift (2006.) i Fearless (2008.). Uz najavu, dostupne su i predbilježbe za digitalni album.
27. lipnja, engleski kantautor Ed Sheeran pojavio se na The Official Big Top 40, gdje je potvrdio svoju povezanost s album, rekavši da je ponovno snimio "Everything Has Changed"—svoj duet sa Swift na Red.] Tri dana kasnije, Swiftin dobrotvorni singl iz 2012., "Ronan", također je potvrđen kao pjesma na albumu od strane Swiftiine koautorice i majke teme pjesme, Maye Thompson, putem svog bloga. Dana 5. kolovoza, Swift je objavila tajnoviti video na svojim društvenim mrežama, zadirkivajući zagonetku riječi koju obožavatelji moraju riješiti; pisalo je "Chris Stapleton", "Phoebe Bridgers", "Babe", "Better Man" i "All Too Well Ten Minute Version". Istodobno, prednarudžbe za CD-ove albuma porasle su na Swiftinoj web stranici. Službeni popis pjesama objavila je 6. kolovoza. Prije nego što je objavila bilo koju pjesmu s Red (Taylor's Version), Swift je 17. rujna objavila "Wildest Dreams (Taylor's Version)", pjesmu koja će se pojaviti na ponovnom snimanju njenog studijskog albuma iz 2014., 1989 (Taylor's Version). Rekla je da je vidjela "Wildest Dreams" " u trendu na TikToku i mislili je da bi obožavatelji trebali imati njezinu verziju.
30. rujna, Swift je najavila da će Red (Taylor's Version) biti objavljen 12. studenog, tjedan dana ranije nego što je planirano. Potvrdila je da će i vinilne ploče albuma biti isporučene istog tjedna. Isječak naslovne pjesme, "Red (Taylor's Version)", predstavljen u teaser videu koji je Swift objavila 24. listopada, a nosi crvenu haljinu, Crveni prsten s naslovnice albuma, uz niz crvene odjeće i dodataka. Dana 5. studenog, putem Good Morning America, Swift je otkrila teaser za All Too Well, kratki film baziran na istoimenoj pjesmi i naslovljen po njoj, a objavljen je 12. studenog uz album. U teaseru je prikazan starinski automobil koji vozi pokraj ceste omeđenom jesenskom šumom, te da ga je napisala i režirala Swift, a glumila je sama, Sadie Sink i Dylan O'Brien. Dana 11. studenoga, službeni filmski poster otkriven je na njezinim društvenim mrežama.
Swift je promovirala album u sve tri kasnonoćne emisije američke televizijske mreže NBC, koje su sve snimane u 30 Rockefeller Plaza; pojavila se u talk-showovima The Tonight Show Starring Jimmy Fallon i Late Night with Seth Meyers koji su se emitirali 11. studenog, nakon čega slijedi izlazak albuma u ponoć. Pojavila se kao glazbena gošća humoristične emisije sketch-a Saturday Night Live 13. studenoga, svog petog pojavljivanja u emisiji, gdje je izvela "All Too Well (10 Minute Version) (Taylor's Version)". Swift se udružila sa Starbucksom kako bi obilježila izdavanje Red (Taylor's Version), koje se poklopilo s "crvenom čašom za sezonu praznika" tvrtke; kupci su mogli naručiti Swiftino omiljeno piće od kave jednostavno naručivši "Taylor's Latte", dok se njezina glazba, uključujući album, puštala u trgovinama Starbucks.
26. pjesma s albuma, "I Bet You Think About Me", koja je suradnja sa Stapletonom i jedna od "From the Vault", servisirana je američkim country radio postajama 15. studenog 2021. kao singl s album.

### Poster albuma
Naslovnica Red (Taylor's Version) prikazuje Swift kako nosi crveni ruž, bež kaputić i baršunastu ribarsku kapu "Matti" boje bordo boje, smještenu u starinski Chevrolet Cabriolet iz 1932. na jesenskoj pozadini. Janessa Leoné dizajnirala je kapu, koja se brzo rasprodala na Leonéovoj web stranici. Swift također nosi prilagođeni crveni prsten na naslovnici, koji je dizajnirala draguljarica Cathy Waterman; nosila je Watermanov ljubavni prsten s potpisom, koji joj je poklonila Watermanova kći Claire Winter Kislinger 2011. dok je pisala originalni Red (2012.).

## Utjecaj
The Wall Street Journal je naveo da Red (Taylor's Version) "preoblikuje glazbenu industriju", ističući kako ponovno snimljene pjesme nadmašuju svoje originalne verzije na streaming servisima, postaju viralne na TikToku i sklapaju "unosne" ugovore o licenciranju za korištenje u filmovi. Novine navode da je komercijalni i kritički uspjeh Swiftinog ponovnog snimanja natjerao Universal Music Group, njezinu vlastitu izdavačku kuću, da udvostruči količinu vremena koja umjetnicima ograničava ponovno snimanje svojih djela, što je rezultiralo "dinamikom promjene snage u glazbeni posao."

## Popis pjesama
| 1.  | » State of Grace«                                          | Taylor Swift                     | Swift • Christopher Rowe      | 4:55 |
| 2.  | » Red«                                                     | Swift                            | Swift • Rowe                  | 3:43 |
| 3.  | » Treacherous «                                            | Swift • Dan Wilson               | Wilson                        | 4:02 |
| 4.  | » I Knew You Were Trouble«                                 | Swift • Max Martin • Shellback   | Swift • Rowe • Shellback      | 3:39 |
| 5.  | » All Too Well«                                            | Swift • Liz Rose                 | Swift • Rowe                  | 5:29 |
| 6.  | »22«                                                       | Swift • Martin • Shellback       | Swift • Rowe • Shellback      | 3:50 |
| 7.  | »I Almost Do«                                              | Swift                            | Swift • Rowe                  | 4:04 |
| 8.  | » We Are Never Ever Getting Back Together«                 | Swift • Martin • Shellback       | Swift • Rowe • Shellback      | 3:13 |
| 9.  | » Stay Stay Stay«                                          | Swift                            | Swift • Rowe                  | 3:25 |
| 10. | » The Last Time« (ft. Gary Lightbody iz grupe Snow Patrol) | Swift • Lightbody • Jacknife Lee | Lee                           | 4:59 |
| 11. | » Holy Ground«                                             | Swift                            | Jeff Bhasker                  | 3:22 |
| 12. | » Sad Beautiful Tragic«                                    | Swift                            | Swift • Rowe • Paul Mirkovich | 4:44 |
| 13. | » The Lucky One«                                           | Swift                            | Bhasker                       | 4:05 |
| 14. | » Everything Has Changed« (ft. Ed Sheeran)                 | Swift • Sheeran                  | Butch Walker                  | 4:00 |
| 15. | » Starlight«                                               | Swift                            | Swift • Rowe • Mirkovich      | 3:40 |
| 16. | » Begin Again«                                             | Swift                            | Swift • Rowe                  | 3:57 |

| Standardno izdanje (CD 2) | Standardno izdanje (CD 2)                        | Standardno izdanje (CD 2)            | Standardno izdanje (CD 2)            | Standardno izdanje (CD 2) | Standardno izdanje (CD 2) | Standardno izdanje (CD 2) | Standardno izdanje (CD 2) | Standardno izdanje (CD 2) | Standardno izdanje (CD 2) |
| Br.                       | Skladba                                          | Tekstopisac                          | Producenti                           | Trajanje                  |                           |                           |                           |                           |                           |
| ------------------------- | ------------------------------------------------ | ------------------------------------ | ------------------------------------ | ------------------------- | ------------------------- | ------------------------- | ------------------------- | ------------------------- | ------------------------- |
| 17.                       | »The Moment I Knew«                              | Swift                                | Swift • Rowe • Mirkovich             | 4:45                      |                           |                           |                           |                           |                           |
| 18.                       | »Come Back... Be Here«                           | Swift • Wilson                       | Wilson                               | 3:43                      |                           |                           |                           |                           |                           |
| 19.                       | »Girl at Home«                                   | Swift                                | Elvira Anderfjärd                    | 3:40                      |                           |                           |                           |                           |                           |
| 20.                       | »State of Grace" (acoustic version)«             | Swift                                | Swift • Rowe                         | 5:21                      |                           |                           |                           |                           |                           |
| 21.                       | »Ronan«                                          | Swift • Maya Thompson                | Swift • Rowe                         | 4:24                      |                           |                           |                           |                           |                           |
| 22.                       | »Better Man«                                     | Swift                                | Swift • Aaron Dessner                | 4:57                      |                           |                           |                           |                           |                           |
| 23.                       | »Nothing New« (ft. Phoebe Bridgers)              | Swift                                | Swift • Dessner                      | 4:18                      |                           |                           |                           |                           |                           |
| 24.                       | »Babe«                                           | Swift • Patrick Monahan              | Swift • Jack Antonoff                | 3:44                      |                           |                           |                           |                           |                           |
| 25.                       | »Message in a Bottle«                            | Swift • Martin • Shellback           | Shellback • Anderfjärd               | 3:45                      |                           |                           |                           |                           |                           |
| 26.                       | »I Bet You Think About Me« (ft. Chris Stapleton) | Swift • Lori McKenna                 | Swift • Dessner                      | 4:45                      |                           |                           |                           |                           |                           |
| 27.                       | »Forever Winter«                                 | Swift • Mark Foster                  | Swift • Antonoff                     | 4:23                      |                           |                           |                           |                           |                           |
| 28.                       | »Run« (ft. Ed Sheeran)                           | Swift • Sheeran                      | Swift • Dessner                      | 4:00                      |                           |                           |                           |                           |                           |
| 29.                       | »The Very First Night«                           | Swift • Amund Bjørklund • Espen Lind | Espionage • Tim Blacksmith • Danny D | 3:20                      |                           |                           |                           |                           |                           |
| 30.                       | »All Too Well (10 Minute Version)«               | Swift • Rose                         | Swift • Antonoff                     | 10:13                     |                           |                           |                           |                           |                           |
| 130:26                    |                                                  |                                      |                                      |                           |                           |                           |                           |                           |                           |

| Apple Music bonus track | Apple Music bonus track | Apple Music bonus track | Apple Music bonus track | Apple Music bonus track | Apple Music bonus track | Apple Music bonus track | Apple Music bonus track | Apple Music bonus track | Apple Music bonus track |
| Br.                     | Skladba                 | Tekstopisac             | Trajanje                |                         |                         |                         |                         |                         |                         |
| ----------------------- | ----------------------- | ----------------------- | ----------------------- | ----------------------- | ----------------------- | ----------------------- | ----------------------- | ----------------------- | ----------------------- |
| 31.                     | »A Message from Taylor« | Swift                   | 0:25                    |                         |                         |                         |                         |                         |                         |
| 130:51                  |                         |                         |                         |                         |                         |                         |                         |                         |                         |